# For All the Dogs
《For All The Dogs》는 2023년 10월 6일에 발매된 드레이크의 음반이다. OVO 사운드와 리퍼블릭 레코드에 의해 발매되었다.